# Germán Mayo
Germán Mayo Correa. Dirigente deportivo chileno. Presidente del Club Deportivo Universidad Católica entre los años 1978 y 1982.

## Biografía
Fue piloto de automovilismo y campeón nacional de Chile de la serie Turismo Carretera. En 1963 recibió el Premio al mejor deportista de Chile. En el año 1978 llegó a la presidencia del Club Deportivo Universidad Católica. Fue presidente de la Federación de Automovilismo de Chile y Gerente de la Asociación de distribuidores de combustibles. En el año 2004 participó en las elecciones municipales de la comuna Santo Domingo por el partido Unión Demócrata Independiente, obtuvo la primera mayoría con un 15,51 % obteniendo el cargo de concejal, cargo que mantiene hasta el día de hoy.
Estuvo al frente del Club Deportivo Universidad Católica en una época muy difícil para la rama de fútbol. El año 1973 se había descendido a la Segunda división, lo que provocó una gran crisis dentro de la institución. Dos años tuvieron que pasar hasta que en el campeonato de 1975 se pudo retornar a la primera división.  Durante su gestión se mantuvo siempre en la parte media de la tabla de posiciones, iniciando el proceso que culminaría con el título de 1984 bajo la presidencia de Alfonso Swett.
Durantes muchos años fue el Maestre de la Orden de los Caballeros Cruzados de la U.C.
| Predecesor: José Martínez Guichou | Presidente CDUC 1978- 1982 | Sucesor: Alfonso Swett Saavedra |

- Datos: Q2917646